# 白鳥町立北濃小学校第二分校
白鳥町立北濃小学校第二分校（しろとりちょうりつ　ほくのうしょうがっこう　だいにぶんこう）は、かつて岐阜県郡上郡白鳥町（現・郡上市）に存在した公立小学校の分校。

## 概要
- 北濃小学校の分校であり、白鳥町向小駄良（旧・北濃村大字向小駄良）が校区であった。1960年、向小駄良地区が白鳥小学校校区に移ることになり、白鳥小学校に統合され、廃校。

## 沿革
- 1873年（明治6年） - 二日町村に鮎走学校[注釈 2]の支校の明巷学校が開校。校区は二日町村、向小駄良村。
- 1886年（明治19年）
  - 10月 - 向小駄良村が明巷学校から分立し、向小駄良学校として開校。
  - 11月 - 向小駄良簡易科小学校に改称する。
- 1897年（明治30年）4月1日 - 前谷村、歩岐島村、長滝村、二日町村、向小駄良村が合併し、北濃村となる。
- 1898年（明治31年）3月 - 二日町尋常小学校に統合され、二日町尋常小学校向小駄良分教場となる。
- 1908年（明治41年）8月 - 統合により、北濃尋常小学校第二分教場に改称する。
- 1928年（昭和3年）4月 - 校舎を新築する。
- 1941年（昭和16年）4月1日 - 北濃国民学校第二分教場に改称する。
- 1947年（昭和22年）4月1日 - 北濃村立北濃小学校第二分校に改称する。
- 1952年（昭和27年） - 校舎を改築する。
- 1956年（昭和31年）4月1日 - 白鳥町、牛道村、北濃村が合併し、白鳥町が発足。同時に白鳥町立北濃小学校第二分校に改称する。
- 1960年（昭和35年）3月 - 向小駄良地区が北濃小学校校区に白鳥小学校校区に移る。同時に北濃小学校第二分校は白鳥小学校に統合され、廃校。